# Тоска Лий
Тоска Лий (на английски: Tosca Lee) е американска журналистка и писателка на произведения в жанра трилър, исторически роман и вдъхновяваща литература.

## Биография и творчество
Тоска Лий е родена на 1 декември 1969 г. в Роанок, Вирджиния, САЩ, в семейство на баща кореец и майка евроамериканка. Наречена е на името на операта  „Тоска“ на Пучини. Тя се обучава за балерина и пианистка, като преследва ранна кариера в танца, но получени травми провалят надеждата ѝ за успешна кариера. Получава бакалавърска степен по английска филология от колежа „Смит“ в Нортхамптън, Масачузетс. Следва и международна икономика в Оксфордския университет. Докато е в колежа „Смит“, тя пише първия си роман – история за хората от Стоунхендж от равнината Солсбъри (който не е публикуван).
След дипломирането си започва да пише професионално през 1992 г. за списатие „Smart Computing“, като през това време е съавторка на две компютърни книги. През 90-те години печели две титли от конкурси за красота – Мисис Небраска от 1996 г. и Мисис Небраска Съединени Щати от 1998 г., и става първа подгласница на Мисис Съединени щати. Като участничка в тези конкурси тя участва във филантропска дейност и застъпничество за здравеопазване, жени, деца, етнически и културни групи, за което е наградена от губернатора на Небраска с почетното звание „адмирал на Небраска“. През това време продължава да пише и следващият си роман, също непубликуван. През 2003 г. започва работа за „Gallup“ като старши консултант на компании от списъка „Fortune 500“.
Първият ѝ роман „Demon“ (Демон) е издаден през 2008 г. и е история за падналия ангел Лусиан, и живота му на небесно блаженство и бунт, човешко сътворение и спасението му от божия гняв. Романът получава одобрението на критиката и е номиниран за наградата „Кристи“.
Следващият ѝ роман, „Адам и Ева“ е издаден през 2008 г. и е интерпретация за библейския мит за първите хора, за техните неволи, и радости, и надеждата им, че ще се върнат при Създателя.
През 2013 г. е издаден романа ѝ „Искариот“, който третира темата за Юда, ученикът и печално известния предател на Христос, за неговото съзнание и мотиви. Романът става бестселър на християнския пазар и печели наградата за Християнска книга на годината в художествената литература.
През следващата ѝ година е издаден романа ѝ „Савската царица“. Той е история за владетелка на Шаба, която наследява богато царство, но е заплашена от царството на Соломон, заплаха, която трябва да възпре. Книгите ѝ с религиозна тематика, понякога са противоречиви, са известни със своята лирическа проза, обширни изследвания и ярки образи.
В следващите години се насочва към поредици от трилъри и истории на апокалиптични теми.
Тоска Лий живее със семейството си в Линкълн, Небраска.

## Произведения

### Самостоятелни романи
- Demon : A Memoir (2007)[1][2][3][4]
- Havah : The Story of Eve (2008)
Адам и Ева, изд.: ИК „Хермес“, Пловдив (2017), прев. Валентина Атанасова-Арнаудова
- Iscariot (2013)
- Sheba (2014) – издаден и като „The Legend of Sheba“
Савската царица, изд.: ИК „Хермес“, Пловдив (2015), прев. Паулина Мичева

### Серия „Книги на смъртните“ (Books of Mortals) – сТед Декър
1. Forbidden (2011)[1][3]
2. Mortal (2012)
3. Sovereign (2013)

### Серия „Потомците на фамилия Батори“ (Descendants of the House of Bathory)
1. The Progeny (2016)[1]
2. Firstborn (2017)

### Серия „Междинна линия“ (Line Between)
1. The Line Between (2019)[1]
2. A Single Light (2019)

### Новели
- Ismeni (2014)